# Pearl Musical Instrument Company
La Pearl Musical Instrument Company (パール楽器製造株式会社?, Pāru Gakki Seizō Kabushiki-gaisha) è un'azienda giapponese che produce strumenti a percussione. Conosciuta meglio come Pearl Drums o semplicemente Pearl, figura tra le aziende leader del settore. La Pearl è specializzata anche nella fabbricazione di Taiko, pedali, aste meccaniche, piatti e strumenti a fiato come i flauti.

## Storia
L'azienda partì come semplice negozio musicale e venne fondata da Katsumi Yanagisawa il 2 aprile 1946. Nel 1950, Yanagisawa spostò la sua attenzione verso la fabbricazione di tamburi e denominò l'azienda "Pearl Industry, Ltd." e nel 1953 "Pearl Musical Instrument Company", il nome attuale. La sua produzione aziendale comprendeva batterie, timpani, percussioni latine e piatti.
Mitsuo Yanagisawa, figlio maggiore di Katsumi, subentrò nell'impresa nel 1957 e formò una divisione della Pearl per esportare i suoi prodotti in tutto il mondo. Agli inizi degli anni sessanta, l'azienda ebbe un grande incremento produttivo e, nel 1961, venne costruita una filiale a Chiba. Mitsuo Yanagisawa ebbe un grande ruolo nella crescita dell'impresa e la sua produzione si estese fino in Cina e Taiwan.
Nel 1966, la Pearl lanciò sul mercato la sua prima batteria professionale, la "President Series", che si rivelò un grande successo, tanto da riuscire a far concorrenza alle rinomate aziende occidentali e con il passare del tempo, divenne sempre più un nome importante nel campo delle percussioni. I primi modelli di batteria per il mercato italiano furono importati nel 1975.
Le maggiori aree produttive della Pearl sono in Taiwan (ove vi sono cinque fabbriche che esportano i prodotti aziendali in tutto il mondo) e a Chiba (per quanto riguarda il mercato nazionale).
La Pearl è un'azienda leader nel mercato percussivo ed ha, nelle sue file, numerosi clienti ed endorser.

## Prodotti[1]

### Batterie e modelli
Pearl offre per i suoi clienti una grande varietà di modelli, che variano dai più economici, per principianti, fino a modelli per professionisti, e batterie elettroniche.

#### Modelli per principianti e semi-professionisti
- Midtown (MDT): una batteria compatta realizzata in pioppo; composta da 4 pezzi, grancassa 16x14, un tom 10x7, un timpano 13x12 e un rullante 13x5,5.
- Roadshow (RS): una batteria da 5 pezzi realizzata con fusti di pioppo a 9 strati. Questo kit è fatto per i principianti.
- Export (EXX): è la batteria più venduta di tutti i tempi. Progettati per sostituire la serie Forum, questi tamburi sono realizzati con fusti di pioppo e mogano asiatico e sono dotati di supporti di sospensione "Opti-Loc" di Pearl.
- Export (EXL): essenzialmente uguale a Export EXX ma con finitura laccata.
- Decade Maple (DMP): una batteria realizzata in acero, con un prezzo accessibile. La linea Pearl Decade Maple è dotata di un sottile fusto in acero da 6 strati/5,4 mm, un sistema di montaggio Opti-Loc.

#### Modelli per professionisti
- Crystal Beat (CRB): set di batteria in acrilico senza cuciture reintrodotto alla NAMM Summer Session 2014. Originariamente il primo Crystal Beat fu lanciato nel 1973 e presentava "Sonaglass" - l'equivalente del guscio acrilico di Pearl. La rivoluzionaria costruzione senza cuciture di Crystal Beat è stata modellata, non arrotolata, creando un robusto sistema di tamburo acrilico in grado di resistere ai rigori dei tour. La versione aggiornata presenta numerose modifiche moderne: sistema di sospensione Optimount, cerchi a tripla flangia da 1,6 mm e un nuovo materiale acrilico.
- Session Studio Select (STS): presentato al Winter NAMM 2018, questo kit  ha sostituito il Session Studio Classic fuori produzione. Questi tamburi sono dotati di fusti in betulla/mogano africano, bordo di appoggio a 60 gradi, SuperHoop ll e realizzati per registrazioni in studio.
- Pearl Masters Maple Complete (MCT): progettata per sostituire Pearl MCX, questa serie di tamburi presenta tutti i fusti in acero.
- Pearl Masters Maple Gum (MMG): rilasciata nel 2019 al Winter NAMM, la serie Pearl Masters Maple Gum è una versione semplificata di Masterworks (MW) Sonic Select: Studio Recipe ma con opzioni limitate di finiture e configurazioni. La scocca è realizzata in pregiato legno di acero e gomma nordamericano con bordi a 60 gradi.
- Pearl Masters Maple Reserve (MRV): serie di tamburi professionali con la formula originale dei fusti della serie Masters. Il fusto è costituito da 4 strati (5 mm) di 100% acero con anelli di acero a 4 strati. Oltre alle finiture di serie, sono disponibili anche più di 40 colori su ordinazione speciale.
- Reference Pure (RP): novità introdotta nel 2011, la serie Reference Pure presenta la stessa miscela di legno della serie Reference originale, ma con fusti più sottili (ogni strato ha uno spessore di 0,9 mm), nuovi cerchi "Fat Tone" e girella in stile Masters Premium capicorda dei tubi, tutti progettati per ridurre il peso complessivo del kit e per creare un suono più aperto e risonante.
- Reference (RF): è la linea di batteria professionale Pearl realizzata con tipi di legno misti (acero, betulla e mogano africano). Sono la massima qualità offerta da Pearl e non sono realizzati su misura. I tamburi sono disponibili in un'ampia gamma di finiture con hardware cromato, nero o placcato oro. Anche questa serie è prodotta a Taiwan ed è prontamente disponibile per l'ordine nel colore vino rosso. Per tutti gli altri colori potrebbero essere necessari fino a sei mesi per l'ordine.
- Masterworks (MW): è la linea di batteria di punta dei Pearl. Tutto, compresi gli strati di legno (come mogano, acero, betulla e fibra di carbonio/acero), lo stile e la finitura dell'hardware (cromo, oro 24k, nero) e la finitura possono essere selezionati dal cliente. Pagando un costo aggiuntivo, i tamburi Masterworks possono essere ordinati con uno strato esterno di legno esotico (come tamo o bubinga), che ne migliora la finitura. Tutti i tamburi sono realizzati a mano e, per questo motivo, i tempi di consegna possono richiedere fino a sei mesi e persino un anno intero.

#### Modelli di batterie elettroniche
- e/Merge: batteria elettronica di fascia alta sviluppata in collaborazione con Korg. Il kit viene fornito con una libreria completa di batterie acustiche Pearl insieme alla libreria Korg di campioni di suoni di percussioni di qualità elettronica e orchestrale. Dotato anche del Pearl PUREtouch Pad volto a creare una vera esperienza di tipo acustico.
- Mimic Pro: presentato alla NAMM Summer Session 2016, questo modulo per batteria presenta suoni VST stratificati reali dalla libreria Steven Slate Drum (SSD5). È anche il primo modulo per batteria a implementare un touch screen IPS da 7 pollici.
- SY1 Syncussion: rilasciata nel 1979, questo è stato il precursore del Simmons SDS-V. Offriva due canali completamente indipendenti (e identici) che venivano tipicamente attivati da due tamburi simili a bongo dotati di trasduttori. Potrebbero essere attivati da quasi qualsiasi cosa, incluso un vecchio sintetizzatore con un'uscita gate o, in effetti, le uscite trigger di una drum machine. Era in grado di produrre suoni di batteria elettronica e percussioni ed effetti sonori. Interrotto.
- DRX 1: è stato il modello successivo lanciato da Pearl, simile ai kit Simmons. I kit venivano forniti con cinque trigger pad costituiti da un trigger per grancassa e quattro trigger per rullante/tom; e un modulo di controllo elettronico del cervello. Utilizzando anche cuscinetti in gomma più morbidi per un migliore rimbalzo. Successivamente acquistarono una versione rinnovata chiamata Pearl Drum X, l'ultima versione era la Syncussion X, questa era radicalmente diversa utilizzando suoni completamente analogici ed elettronici. Interrotto.
- ePro Live: il primo kit elettronico di Pearl che includeva veri tamburi realizzati con fusti di pioppo. I drum pad possono essere sostituiti con le tradizionali pelli della batteria e possono essere suonati come una batteria acustica. Sono disponibili in due finiture, Jet Black e la nuova finitura Artisan II di Pearl, Quilted Maple Fade. Sono disponibili piatti in plastica "EPC2" di Pearl o piatti elettronici E-Classic in vero ottone (progettati da Smartrigger Electronic Cymbals). Il modulo per batteria del kit, la scatola R.E.D. (Real Electronic Drums) di Pearl, include batterie acustiche e vintage, elettronica dalle beat machine al digitale moderno e una varietà di strumenti orchestrali, da concerto e a percussione mondiali.

#### Modelli fuori produzione o rimpiazzati
- Forum: fusti realizzati con 6 strati (7,5 mm) di pioppo con finiture avvolgenti. La batteria del Forum include i piatti CXP di Pearl, le bacchette Vic Firth, un DVD didattico e l'hardware della serie 890 di Pearl come attrezzatura standard. Nel gennaio 2008, la linea Forum ha ricevuto un aggiornamento al Forum FZ, con aggiornamenti come i supporti per tom ISS. [chiarimento necessario] Questi sono fabbricati in Cina. La linea Forum è stata sostituita dalla nuova linea Export nel 2013.
- Target: il kit entry-level di Pearl. Questi tamburi sono realizzati con 9 strati di mogano.
- SoundCheck: il kit entry-level di Pearl. Questi tamburi sono realizzati con 9 strati di mogano e sono rifiniti con un rivestimento lucido e durevole. Nonostante la sua interruzione, è ancora disponibile per l'acquisto presso alcuni negozi di musica.
- Export (EX, ELX, EXR e ECX): la serie di batterie Pearl più popolare e il set più popolare mai venduto (il milionesimo kit Export è stato prodotto nel 1995). La prima generazione di fusti Export era realizzata in mogano filippino a 9 strati, mentre i più recenti erano realizzati con 6 strati (7,5 mm) di pioppo, mentre la serie ECX era realizzata in acero e veniva fornita di serie con il sistema di montaggio del tom ISS Pearl. Sono stati interrotti e sostituiti dalla serie Vision (VMX - 6 strati di acero, VBX - betulla, VSX, VX) e successivamente reintrodotti nel 2013 (come EXX) per sostituire la linea Forum.
- Session: il successore delle World Series, Prestige Session Elite (SLX), Prestige Session (laccato) e Performance Session (rivestito) furono introdotte nel 1991. I fusti erano a 7 strati, 7,5 mm: uno strato interno di betulla, uno esterno strati di betulla e cinque strati centrali di mogano. Toms aveva i Superhoops. I tom a cremagliera avevano l'I.S.S. Monti. Prestige Session e Performance Session conservavano ancora la designazione WLX e venivano fornite con le tradizionali doppie alette, mentre SLX aveva alette ad alta tensione e veniva fornito con hardware migliore. Nel 1994, la SLX divenne la serie SPX Prestige Session (laccata) e SX Session (rivestita). I fusti SX erano a 8 strati di mogano e laminato mentre i fusti SPX erano a 7 strati di betulla e mogano. Nel 1997 SRX Prestige Session Select ha sostituito la linea SPX e SX. I fusti erano a 7 strati di acero e mogano. Nel 2001 SRX Prestige Session Select è diventata la SRX Session Custom, fusti interamente in acero a 6 strati con sistema di sospensione OptiMount e SuperHoops II da 2,3 mm. Nel 2004 SRX è diventata la serie SMX Session Custom a 6 strati, 100% acero, e SBX Session Custom, tutta in betulla. Le sessioni furono interrotte nel 2006 per far posto alla serie Vision e all'MCX Masters Custom nel 2007. Queste batterie erano estremamente popolari, ma costose. La linea Session è stata successivamente reintrodotta nel 2012 come Session Studio Classic.
- Masters: la serie Masters divenne disponibile sul mercato nel 1993 e comprendeva set in acero e betulla, come segue: Masters Custom MMX (fusti in acero a 4 strati, 5 mm con anelli di rinforzo), Masters Custom Extra CMX (6 strati, 7,5 mm di acero), Masters Studio MBX (betulla a 4 strati con anelli di rinforzo), Masters Studio Extra CBX (betulla a 6 strati, 7,5 mm). Nel 1997 è stato introdotto il Masters Mahogany Classic MHX con fusti in mogano africano da 5 mm a 4 strati e anelli di rinforzo in acero a 4 strati da 5 mm. Nello stesso anno CMX fu ribattezzato Masters Custom Extra MRX, mentre Masters Studio Birch MBX fu interrotto. Nel 1999 è stato introdotto il BRX Masters con fusti in betulla da 7,5 mm a 6 strati. Nel 2003, Masters RetroSpec MSX, con fusti in acero a 6 strati da 7,5 mm in un rivestimento Delmar in stile rétro, è stato introdotto e ha funzionato fino all'inizio del 2007. Nel 2006, Masters Studio BSX a 6 strati di betulla "vetro", con 6 strati, Sono stati introdotti gusci di betulla da 7,5 mm, in un rivestimento in vetro Delmar incastonato con vere scaglie di vetro. Nel 2007, la serie Masters è stata semplificata in due linee: Masters MCX e Masters Premium. I primi kit Masters del 1993 avevano cerchi in acciaio da 1,6 mm, gli stessi dell'Export. Nel 1994, sono passati all'acciaio da 2 mm (placcato in oro) e all'acciaio inossidabile da 2 mm. Nel 1996 passarono all'acciaio da 2 mm. Nel 1997, passarono al SuperHoop II da 2,3 mm. Nel 1999, sono passati al pressofuso. La maggior parte delle loro finiture sono ora disponibili sui tamburi delle serie Masters Premium e Reference.
- MX, MLX e BLX: il predecessore della serie Masters originale, con l'MX che è un kit di acero avvolto a 6 strati (7,5 mm) e l'MLX e il BLX sono rispettivamente kit di acero e betulla laccati a 6 strati (7,5 mm). Inclusi Superhoop da 2,3 mm, montaggio a guscio passante e spesso forniti con un rullante flottante.
- GLX: questo kit era la fascia alta dei Pearl dall'85 all'88. Realizzato in acero, il Pearl Prestige Artist 9500 a.k.a. GLX condivideva le stesse specifiche dell'MLX tranne che includeva anche un sistema di alette davvero unico chiamato "Super Gripper". Erano un involucro con aletta a rilascio dentellato, allenta un po' l'asta e l'involucro si stacca dal dado di rilascio in modo che le aste non lascino i bordi.
- DX e DLX: introdotti nel 1984, erano una linea di tamburi professionali, posizionati appena sotto le serie MLX e BLX e presentavano componenti di fascia alta come hardware a doppio rinforzo e SuperHoops. I DX (Studio 7300) erano disponibili con finitura rivestita e i DLX (Prestige Studio 7500) erano disponibili con finitura laccata. I fusti erano a 7 strati: 1 strato di betulla, 5 strati alternati di mogano e legno lamin e 1 strato di betulla. Questa serie è stata realizzata in Giappone. Nel 1987, i DX/DLX furono interrotti e sostituiti dai WX/WLX. Dal 1997 al 1998, la DX Session (finiture coperte) e la DLX Prestige Session (finiture laccate) hanno fatto un breve "ritorno" e presentavano fusti a 7 strati da 7,5 mm costruiti in acero (interno), mogano (al centro) e acero (interno). Prestige Session e Session presentavano la stessa struttura del fusto del Pearl Session Select (SRX), ma SRX veniva fornito con I.S.S. supporti, hardware migliore e altre 4 finiture. La Prestige Session e la Session erano dotate di rullante SensiTone Steel da 5,5 pollici di profondità, mentre la Prestige Session Select era dotata di rullante SensiTone Steel da 6,5 pollici di profondità. Nel 1999 furono sostituiti dall'SMX interamente in acero e dall'SBX in betulla.
- World Series (WLX/WX): le World Series furono introdotte nel 1986. Erano collocate tra i kit Export e DX/DLX, e le uniche differenze erano i bracci dei tom (i World Series venivano forniti con i supporti per tom TH-80, mentre le serie superiori aveva i reggi tom TH-90) e il DX/DLX aveva i super cerchi (V1). Nel 1987, la serie World sostituì la serie DX/DLX. I fusti erano a 8 strati: 2 strati interni erano di tiglio, 5 strati di mogano e 1 strato esterno di betulla. I fusti successivi (dal 1989) erano a 7 strati di betulla/mogano. Erano disponibili sia in modelli avvolti (Performance World WX 6500) che laccati (Prestige World WLX 6500). Alla fine, nel 1990, dopo aver corso fianco a fianco con la SLX (Pretige Session Elite), la World Series fu ribattezzata Prestige (WLX) e Performance (WX) Session Series. Questi 2 modelli condividevano esattamente gli stessi fusti, le differenze erano il rullante, 1 opzione di colore e l'SLX aveva le alette ad alta tensione. Serie Jazz, la Prestige Session Jazz ha mantenuto la designazione WLX.
- Custom Z: batteria realizzata in acero (CZX) o betulla (SZX), rullanti e tom a cremagliera da 8 strati (10 mm), timpani e grancassa da 10 strati (12,5 mm). La CZX fu introdotta nel 1989 e interrotta nel 1994. Inizialmente, nel 1989, l'unica finitura disponibile era la lacca champagne n. 300, tuttavia, nel 1993, l'ultimo anno di produzione, laccatura n. 110 Sequoia Red, n. 113 Sheer Blue, n. Erano disponibili anche Piano Black e # 109 Arctic White. I tom erano disponibili nelle dimensioni quadrate (12x12, 13x13, ecc.) e nelle dimensioni potenti (12x10, 13x11, ecc.). Le grancasse erano disponibili con profondità da 16 "e 18". Tutti presentavano involucri ad alta tensione con dadi girevoli in ottone. Nell'ultimo anno di produzione, alcuni kit CZX furono offerti con fusti "vergini" (senza supporti per tom BT2 o supporti per grancassa BB3). Nel 1991 fu introdotta la serie CZX Studio, conosciuta anche come SZX. L'SZX presentava fusti in betulla al 100% con lo stesso spessore del CZX. Le dimensioni dei tom, tuttavia, erano limitate alle dimensioni di potenza e le grancasse erano disponibili solo con una profondità di 16 pollici. L'SZX era disponibile in #131 Midnight Quartz, #133 Crimson Quartz, #110 Sequoia Red, #113 Sheer Blue, #103 Piano Black, e Arctic White # 109. Il 1993 è stato l'ultimo anno di produzione della SZX.
- CenterStage: kit entry-level; sostituisce la linea Forum. Fusti in mogano invecchiato a nove strati. Disponibile con finitura avvolta nero intenso o rosso vino. Prezzo al dettaglio di $ 399 per il kit completo incluso l'hardware (senza piatti).
- Masters Premium: il successore dei tamburi della serie Masters, presentava OptiMount di riferimento aggiornati, speroni, gambe e staffe per tom da pavimento ed era disponibile nelle seguenti configurazioni: MMP (4 strati, fusti in acero da 5 mm con 4 strati, anelli di rinforzo da 5 mm), BMP (fusti di betulla a 4 strati, 5 mm con anelli di rinforzo in betulla a 4 strati, 5 mm), MRP (fusti di acero a 6 strati, 7,5 mm) e BRP (gusci di betulla a 6 strati, 7,5 mm). Tutte le serie offrono la scelta tra hardware cromato, cromato nero o dorato. Nel 2009 è stato introdotto il modello MHP Masters Mahogany LE a 4 strati in mogano africano con anelli di rinforzo in acero a 4 strati. La linea è stata interrotta negli Stati Uniti a favore della serie MCX meno costosa, ma continua ad essere venduta in Giappone e in Europa. Tuttavia, può ancora essere ordinato come "ordine speciale" nel mercato nordamericano.
- Masters Premium Legend (MPL): presentata alla fiera musicale Musikmesse del 2011, la serie Legend incorpora la maggior parte delle caratteristiche presenti nella serie Reference Pure come cerchi Fat Tone, fusti più sottili e alette leggere a tubo girevole (solo rullanti), il tutto che sono progettati per ridurre il peso del kit. A differenza della linea Masters Premium, questi fusti sono realizzati solo in acero, con la possibilità di scegliere tra 5,4 mm. Questi tamburi sono disponibili solo in Europa.
- Session Studio Classic (SSC): presentata al Winter NAMM 2012, la linea Session Studio Classic reintroduce la serie Session per la prima volta in cinque anni. Questi tamburi sono realizzati in 6 strati di betulla e kapur (denominati Pearl come fusti "Session Formula") e presentano pelli Remo (Pinstripe sui tom, pelli Powerstroke 3 sulla grancassa), supporti per tom OptiMount e SuperHoop II cerchi. Questi tamburi sono realizzati a Taiwan.
- Masters Custom (MCX/BCX): batteria realizzata con 6 strati di acero e betulla. Questi tamburi sostituiscono l'intera linea Session e Masters Premium fino all'introduzione del Session Studio Classic, con l'unica differenza che sono dotati di cerchi pressofusi, alette della serie Masters, supporti per tom Masters Series OptiMount e pelli Remo. Hanno la stessa configurazione dei kit Masters Premium MRP, ma sono disponibili solo in 5 finiture e la cromatura lucida è l'unica opzione hardware. Di conseguenza, i fusti non sono confezionati come stock "personalizzato". Poiché vengono immagazzinati in grandi quantità, i tempi tra l'ordine e la consegna sono molto più brevi. Questi sono prodotti a Taiwan.

#### Edizioni limitate
Nel corso degli anni, Pearl ha rilasciato una serie di kit in edizione limitata, normalmente versioni speciali di linee esistenti:
- Pearl Export EXA in Teal Blue Ash: introdotto nell'aprile 2019, questo pacchetto di fusti da 6 pezzi è composto da una grancassa 22x18, tom 10x7 e 12x8, tom da pavimento 16x16, 14x14 e un rullante 14x5,5.
- Redline: kit di riferimento disponibili in nero solido o bianco solido con alette e cerchi abbinati. Fedele al suo nome, le guarnizioni in gomma sulle alette e sugli artigli della grancassa erano tinte di rosso. I kit erano disponibili in shellpack di diverse dimensioni in configurazioni in stile rock. La serie Redline è stata pubblicata negli Stati Uniti nel 2008 e in Europa (come kit Masters Premium) alla Musikmesse nello stesso anno.
- 50th Anniversary: tamburi della serie Masters realizzati in betulla con cerchi di rinforzo e anse placcate in oro 24 carati. Sono stati realizzati 30 kit, 10 in Wine Red, 10 in Black Mist e 10 in Emerald Mist, e non sono stati venduti negli Stati Uniti ad eccezione dei rullanti in stile Anniversary, sebbene differiscano dai rullanti forniti con i kit Anniversary (The i rullanti singoli erano monostrato con anse e cerchi vintage).
- Chad Smith & Joey Jordison limited edition: rilasciati come pacchetto di fusti Export, i kit Joey Jordison consistevano in un setup per contrabbasso e vengono forniti con un rullante firmato Joey Jordison, mentre i kit Chad Smith sono realizzati in un setup rock e vengono forniti con un Chad Rullante firmato Smith. Questi kit sono stati successivamente ripubblicati nel 2008 come batteria Forum.
- Mahogany: tamburi costruiti in mogano africano.

### Rullanti
- Reference Wood
- Reference Metal
- Reference Pure
- SensiTone
- Ultracast
- Signature
- Free Floating
- Piccolo/Soprano
- Masters MCX
- Firecracker

### Pedali
- P-3000D Demon Direct Drive – Pedale a trazione diretta, studiato e costruito per donare velocità, versatilità e fluidità a chi lo usa. È il pedale top di gamma dell'azienda.
- P-3000C Demon Chain Drive – Segue gli stessi principi di costruzione del suddetto, ma con trazione a catena.
- P-2000C PowerShifter Eliminator –
- P-930 Demonator – Pedale di medio livello, è il pedale che si trova insieme alla nuova serie Export.
- P-830 Demon Style – Pedale di livello base con trazione a catena singola, molto comodo da trasportare. Ha una camma circolare, un battente DuoBeat e una pedana lunga. Il suo aspetto ricorda il Pearl Demon.

#### Non più in produzione
- P-120
- P-900
- P-1000

## Artisti Pearl del passato e del presente
- Peter Criss (KISS)
- Dawne Adams (Pet Shop Boys)
- Steven Adler (Guns n' Roses)
- Ellade Bandini (Fabrizio De André, Paolo Conte, Fiorella Mannoia)
- Nicholas Barker (Cradle of Filth, Dimmu Borgir, Old Man's Child)
- Jan Axel Blomberg (Mayhem, Dimmu Borgir)
- Liam Bradley (Ronan Keating, Van Morrison, Sinéad O'Connor)
- Dave Buckner (Papa Roach)
- Igor Cavalera (Cavalera Conspiracy, Sepultura, Nailbomb)
- Stefano D'Orazio (Pooh)
- Dennis Chambers (Santana, Mike Stern, John Scofield)
- Richard Christy (Death, Control Denied, Iced Earth, Burning Inside, Acheron, Leash Law)
- Jimmy DeGrasso (David Lee Roth, Megadeth, Y&T)
- Kenwood Dennard (Jaco Pastorius, Miles Davis, Whitney Houston)
- Virgil Donati (Planet X, Devil's Slingshot)
- Adrian Erlandsson (Cradle of Filth)
- Daniel Erlandsson (Arch Enemy)
- Diego Galeri (Timoria)
- Roberto Gatto (Joe Zawinul, Mina, Lucio Dalla, Pat Metheny)
- Aki Hakala (The Rasmus)
- Omar Hakim (Weather Report, Mariah Carey, David Bowie,Pino Daniele )
- Horacio Hernández (John Patitucci, Tito Puente, Santana)
- Gene Hoglan (Strapping Young Lad, Death, Dark Angel)
- Gary Husband (Allan Holdsworth, John McLaughlin, Jack Bruce)
- Bobby Jarzombek (Halford, Sebastian Bach, Spastik Ink, Riot V)
- Joey Jordison (Slipknot)
- Kari Lahtinen (Hanoi Rocks)
- Jon Larsen (Volbeat)
- Pete Lewinson (Simply Red, Eurythmics)
- Ray Luzier (Korn)
- Mike Mangini (Dream Theater, Annihilator, Steve Vai, Extreme)
- Agostino Marangolo (Goblin, Pino Daniele, Danilo Rea)
- Matt McDonough (Mudvayne)
- Lele Melotti (Pino Daniele,Eros Ramazzotti, Anna Oxa )
- John Otto (Limp Bizkit)
- Ian Paice (Deep Purple)
- Tony Palermo (Papa Roach)
- Vinnie Paul (Pantera, Damageplan, Hellyeah)
- Adam Perry (Bloodhound Gang)
- Tommy Portimo (Sonata Arctica)
- Jaska W. Raatikainen (Children of Bodom)
- Pete Sandoval (Morbid Angel)
- Eric Singer (KISS, Alice Cooper, ESP)
- Chad Smith (Red Hot Chili Peppers)
- Tico Torres (Bon Jovi)
- Derek Wilson (Zucchero, Riccardo Cocciante, Antonello Venditti)
- Wuv (P.O.D.)
- Ezio Zaccagnini (Gianni Morandi, Massimo Ranieri, Edoardo De Angelis)
- Chris Slade (AC/DC, Uriah Heep, Gary Moore)
- George Kollias (Nile, George Kollias)
- Zbigniew Robert Promiński (Behemoth)
- Jen Ledger (Skillet)
- Jeff Porcaro (Toto)
- Mike Wengren ( Disturbed)
- Kai Hahto (Nightwish, Swallow The Sun, Wintersun)